# Jakobovo pismo
Jakobovo pismo je eno od pisem Nove zaveze, naslovljeno na prve krščanske cerkve (»dvanajstim rodovom v razseljenosti«) in pripisano Jakobu, krščanskemu Judu, čigar identiteta je nedorečena. Veliko nesoglasij je tudi glede datuma nastanka. Številni raziskovalci menijo, verjetno napisano na sredi prvega stoletja ali prelomu iz 1. v 2. stoletje. Pismo je eno od sedmih tako imenovanih katoliških pisem (tj. Jakobovo, 1. in 2. Petrovo, 1., 2. in 3. Janezovo ter Judovo), ki so bila med zadnjimi deli, ki so bila določena kot kanonična.
Pisec obravnava teme, kot so vztrajnost v preganjanju, revščina in bogastvo, obvladovanje jezika, skrb za sirote in vdove, preklinjanje, hvalisanje, prisege in molitev.
Odlomek, ki poudarja pomen vere z dobrimi deli (»Tako je tudi z vero, če nima del; sama zase je mrtva.« 2,17), je bil moteč za protestantske teologe, kot je bil Martin Luther, ki so zanikali človekovo sodelovanje v procesu odrešenja.

## Nastanek
Avtor pisma se predstavlja kot Jakob, »služabnik Boga in Gospoda Jezusa Kristusa« (1,1). Omenjajo ga Apostolska dela (prim. Apd 15,13; 21,18), iz drugih virov pa je razvidno, da je do svoje mučeniške smrti leta 62 vodil jeruzalemsko krščansko občestvo. Avtorja je kasneje Hieronim neutemeljeno enačil z Jakobom Mlajšim, Alfejevim sinom (prim. Mr 3,18). Pravtako ga ne moremo enačiti z Jakobom Velikim ali Jakobom Pravičnim, čeprav je slednji po mnenju nekaterih biblicistov verjetnejši.
Nejasen je tudi kraj nastanka: nekateri pismo umeščajo v grški ali egiptovski del Sredozemlja, ker v njem prepoznavajo miselnost in težave helenistične Cerkve, medtem ko ga drugi, predvsem zaradi povezav s Hermovim Pastirjem, postavljajo v Rim. Večina pa ga postavlja v Palestino zaradi omembe podrobnosti, tipičnih za tisto regijo, kot so ovenevanje travnika v 1,10–11, prispodoba o studencu v 3,11–12, zgodnji in pozni dež v 5,7, trgovci in zemljiški posestniki v 4,13–5,6.
V začetku Jakobovo pismo Cerkev ni povsem sprejela. Najprej je bil sprejet v kanon v Egiptu, kjer ga Origen sprejme med svetopisemska besedila kot navdinjenega. Drugod je bilo Jakobovo pismo iz kanona izključeno. Šele proti koncu 4. stoletja ga sprejmejo tako v vzhodnih kot zahodnih Cerkvah.

## Vsebina

### Jezik
Jakobovo pismo je po literarni zvrsti opredeljeno kot »modrostni govor«, ki ima obliko pisma. Lahko bi rekli, da je pismo zbirka moralnih ugotovitev in navodil, ki so izražena kot spodbude v gnostičnem in pregovornem slogu.
Avtor pisma nagovarja k moralnemu življenju, podobno kot pri drugemu delu Pavlovih pisem. V pismu se prav tako odraža eshatološki vidik, ki je značilen za zgodnje krščansko pričakovanje paruzije.  
Sorodno je književni zvrsti stoiško–kiniške diatribe, za katero je značilna dialoškost in retorične prvine, kot so nagovor, uvajanje izmišljenega nasprotnika, retorična vprašanja, ironija in prispodobe.

### Zgradba pisma
Skozi celo pismo je prisotna ena prevladujoča tema – tema preizkušnje, h kateri se avtor vrača in o njej piše v različnih kontekstih. Jakobovo pismo je razdeljeno na pet poglavji. Začne se z uvodnim pozdravom in konča z vzpodbudnimi besedami o preizkušnjah in molitivi. V jedru pisma pa nas avtor svari pred preizkušnjami in spodbuja k pravemu, modremu vedenju.
I. Pozdrav (1,1)
II. Uvod (1,2–27)
- Preizkušnja, vera in bogastvo (1,2–11)
- Preizkušnja, govor in delo (1,12–27)

III. Bogastvo in vera (2,1–26)
- Bogastvo in pristranskost (2,1–13)
- Dajanje in vera (2,14–26)

IV. Modrost in govor (3,1–4,12)
- Nevarnost govora (3,1–12)
- Božji dar modrosti (3,13–18)
- Odvrnitev od grešnega govorjenja in dejanja (4,1–10)
- Primer grešnega govora: obrekovanje (4,11–12)
- Preizkušnja in bogastvo (4,13–5,6)

V. Zaključek: Potrpežljivost in molitev (5,7–20)
- Potrpežljivost (5,7–11)
- Prisege (5,12)
- Molitev in bolezen (5,13–18)
- Namen pisma (5,19–20)

### Povzetek
V uvodnem delu, pozdravu (Jak 1,1 –1,8), avtor spregovori o tem, kako tisti, ki prosijo Boga modrosti, vendar molijo brez vere, ne bodo prejeli ničesar. V nadaljevanju spregovori o pobožnost in ponižanju ter poslušanju in izpolnjevanju postave, kajti ta postava predstavlja popolno svobodo (Jak 1,12–1,27).  
Nato avtor govori predvsem o tem, naj ne bomo pristranski in naj nas zemeljsko bogastvo ne zaslepi. Govori tudi o odnosu med vero v Jezusa Kristusa in postavo (izpolnjevanjem postave). Na koncu nas avtor še opozori na to, da je do tistih, ki ne izkazujejo usmiljenja, tudi sodba neusmiljena (Jak 2,1–2,13).  
V nadaljevanju se ukvarja predvsem z odnosom med vero in deli: »Kakor je namreč telo brez duha mrtvo, tako je mrtva vera brez del« (Jak 2,26). Spregovori tudi o jeziku in kako velika je njegova moč (kot enega od primerov navede ladjo, ki jo obrača le malo krmilo. Maš jezik je kot krmilo, saj je majhen, a se ponaša z velikimi rečmi (Jak 3,5). 
Nadaljuje o modrosti od zgoraj (Jak 3,13–3,18), ki jo primerja z zemeljsko. Za slednjo je značilna nevoščljivost in preperljivost, ki vodita v vsakršno zlo. Modrost od zgoraj pa je najprej čista, miroljubna, prizanesljiva, polna usmiljenja in dobrih sadov (Jak 3,17). 
Nato govori o prijateljstvu s svetom, kjer nagovarja k ponižnosti v naših dejanjih: »Ponižajte se pred Gospodom in povišal vas bo« (Jak 4,10). Prav tako spregovori o obsojanju brata in poziva, naj ne obsojamo bližnjih (Jak 3,11–3,12). Obenem svari prevzetne, da je vsakršno bahanje zlo (Jak 4,13–4,17). 
V zaključku besedo nameni še bogatim, ki jih spomni na minljivost časa (Jak 5,1–6), ter pismo zaključi s pozivom k potrpežljivosti v pričakovanju Gospodovega prihoda in molitvi. Doda še, da tisti, ki rešijo in spreobrnejo bližnje, ki so se oddaljili od resnice, rešijo njihovo dušo iz smrti in pokrijejo množico grehov (Jak 5,7–19).  

### Teološki poudarki
Vsebinsko je pismo temeljito posvečeno katehezi etičnega življenja. Vsaj trije dejavniki tvorijo temelj njegovih moralnih in duhovnih navodil: (1) Mnogi raziskovalci so Jakobovo pismo označili za primer krščanske modrostne literature, saj se modrostna izročila Svetega pisma na podoben način ukvarjajo s praktičnimi vidiki verske vere in življenja. Ne le, da Jakob ohranja isti poudarek na načelih pravičnega ravnanja, ampak celo njegov didaktični pristop posnema nekatere knjige, kot sta Knjiga modrosti in Sirah, zlastvi v uporabi konkretnih podob, paralelizma in ritmičnega sloga. (2) Če Jakob črpa navdih iz izraelskega modrostnega izročila, je v enaki meri dolžan tudi nauku Jezusa Kristusa. Še posebej dobro pozna tok izročila, ki se je sčasoma prelil v Matejev evangelij. To najbolj izstopa v stavkih o ubogih in kraljestvu (2,5; Mt 5,3), drevesu in njegovih sadovih (3,12; Mt 7,16), mirovnikih (3,18; Mt 5,9), ponižnosti in poveličevanju (4: 10; Mt 23,12), zarjavelem in od moljev razjedenem bogastvu (5,2–3; Mt 6,19), sodniku, ki stoji pred vrati (5,9; Mt 24,33), in zapovedi o prisegi (5,12; Mt 5,3337). (3) Nazadnje je moralni poduk, ki ga daje Jakob, postavljen v okvir prihajajoče sodbe (2,13; 4,12; 5,1–11). Njegov nujni poziv k uskladitvi lastne izpovedi in ravnanja izhaja iz možnosti, da je Jezus, mesijanski sodnik, že blizu (5,8) in bo pravične in nepravične popeljal na ločene poti.
Odlomek 2,14-26 so razlagalci pogosto razlagali kot Jakobovo nasprotovanje Pavlovemu nauku o opravičenju po veri brez del postave. Toda avtor pisma izraz »delo« uporablja v drugačnem pomenu kot apostol; za Jakoba so to dela ljubezni, kot jih pozna judovstvo, medtem ko so za Pavla predvsem »dela zakona«, tj. obredna dejanja, npr. obrezovanje. Za Pavla je opravičeni tisti, ki prejme odrešilno Božje opravičenje, za Jakoba pa je to preprosto tisti, ki ravna pravično. Zato je površinsko nesoglasje med Pavlom in Jakobom v bistvu le različno izražanje skupnega krščanskega nauka o odnosu med vero in deli. Po eni razlagi je polemika usmerjena proti sprevrženim oblikam napačno razumljenega ali zlorabljenega Pavlovega nauka, po drugi pa Jakobovo pismo preprosto napada nevarnost, da bi vera postala zgolj miselna drža, ne pa celovita preobrazba življenja v občestvu ubogih in ponižnih.

## Vira
- Brown, E. 2008. Uvod v Novo zavezo. Celje: Mohorjeva družba.
- Palmisano, Carmela, Samo Skralovnik, Maksimiljan Matjaž, Mirjana Filipič in Marijan Peklaj. 2022. Uvod v Novo zavezo: skripta za interno uporabo študentov. Ljubljana: Teološka fakulteta.